# Vitis cinerea
Vitis cinerea es una especie de vid. Sus granos son pequeños y negros, un poco desagradables de sabor. Crece en Texas. Es también conocida por el nombre de uva de invierno (Winter grape).

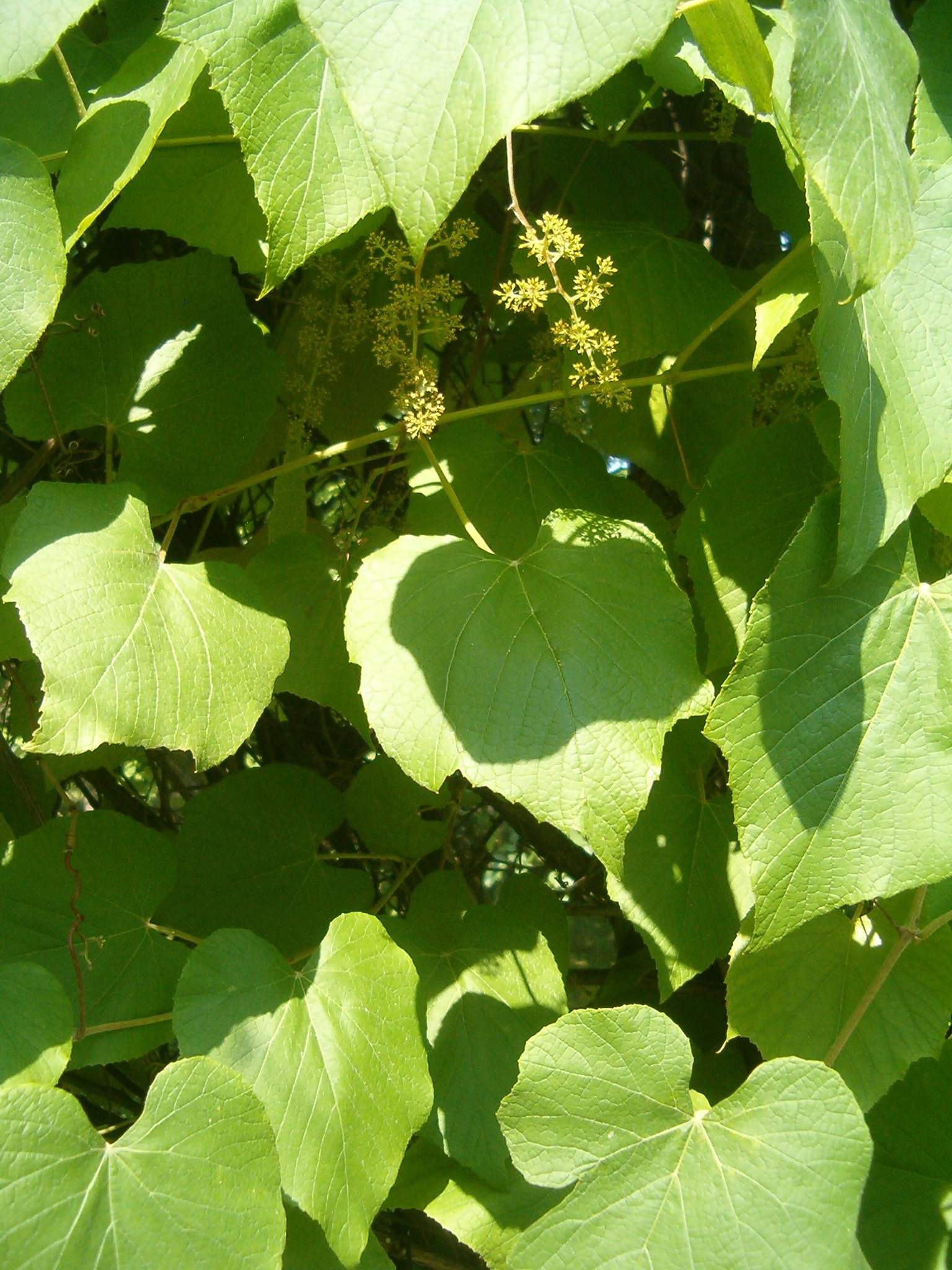
Vista de la planta

## Descripción
Vitis cinerea es una uva autóctona de América. Las hojas son cordiformes, fofas, sin brillo, finamente arrugada (como crepe) entre los sub-venas. Los dientes de la hoja son muy contundentes. Los brotes son de color gris ceniciento-violeta.

## Taxonomía
Vitis cinerea fue descrita por (Engelm.) Engelm. ex Millardet y publicado en Mémoires de la Société des Sciences Physiques et Naturelles de Bordeaux 2: 319. 1880.
Etimología
'Vitis; nombre genérico que es tomado directamente del Latín vītis, vitis, la vid, el sarmiento, vitis vinea siendo el vino
cinerea: epíteto latíno que significa "de color gris ceniza".
Variedades aceptadas
- Vitis cinerea var. canescens (Engelm.) L.H. Bailey
- Vitis cinerea var. helleri (L.H. Bailey) M.O. Moore

Sinonimia
- Vitis aestivalis var. cinerea Engelm.
- Vitis cinerea var. cinerea[5]